# Lista de governadores coloniais da Luisiana
Esta é uma lista dos governadores da Luisiana desde a fundação do primeiro assentamento pelos franceses em 1699 até à aquisição do território pelos Estados Unidos em 1803.

## Primeira Luisiana francesa (1682–1762)
|     | Imagem | Nome                                                | Duração do mandato           |
| --- | ------ | --------------------------------------------------- | ---------------------------- |
| 1º  |        | Sauvolle (1671–1701)                                | 1699–1701 (faleceu no cargo) |
| 2º  |        | Jean-Baptiste Le Moyne de Bienville (1680–1767)     | 1701–1707                    |
| —   |        | Nicolas Daneau de Muy (1651–1708)                   | 1707–1708                    |
| 2º  |        | Jean-Baptiste Le Moyne de Bienville (1680–1767)     | 1707–1713                    |
| 3º  |        | Antoine de la Mothe Cadillac (1658–1730)            | 1713–1716                    |
| 4º  |        | Jean-Baptiste Le Moyne de Bienville (1680–1767)     | 1716–1717                    |
| 5º  |        | Jean-Michel de Lepinay                              | 1717–1718                    |
| 6º  |        | Jean-Baptiste Le Moyne de Bienville (1680–1767)     | 1718–1724                    |
| 7º  |        | Pierre Dugué de Boisbriand (1675–1736)              | 1724–1726                    |
| 8º  |        | Étienne Périer (1687–1766)                          | 1726–1733                    |
| 9º  |        | Jean-Baptiste Le Moyne de Bienville (1680–1767)     | 1733–1743                    |
| 10º |        | Pierre de Rigaud de Vaudreuil-Cavagnial (1698–1778) | 1743–1753                    |
| 11º |        | Louis Billouart (1704–1770)                         | 1753–1763                    |
| 12º |        | Jean-Jacques Blaise d’Abbadie (1726–1765)           | 1763–1765 (faleceu no cargo) |
| 13º |        | Charles Philippe Aubry                              | 1765–1766                    |

## Luisiana espanhola (1762–1802)
|     | Imagem | Nome                                                                      | Duração do mandato |
| --- | ------ | ------------------------------------------------------------------------- | ------------------ |
| 14º |        | Antonio de Ulloa (1716–1795)                                              | 1766–1768          |
| 15º |        | Charles Philippe Aubry                                                    | 1768–1769          |
| 16º |        | Alejandro O'Reilly (1722–1794)                                            | 1769–1770          |
| 17º |        | Luis de Unzaga y Amézaga (1721–1790)                                      | 1770–1777          |
| 18º |        | Bernardo Vicente de Gálvez (1746–1786)                                    | 1777–1785          |
| 19º |        | Esteban Rodríguez Miró y Sabater (1744–1795)                              | 1785–1791          |
| 20º |        | Francisco Luis Héctor de Corondelet (1748–1807)                           | 1791–1797          |
| 21º |        | Manuel Luis Gayoso de Lemos (1747–1799)                                   | 1797–1799          |
| 22º |        | Francisco Domingo Joseph Bouligny (1736–1800)                             | 1799               |
| 23º |        | Sebastian Calvo de Puerta y O'Farrill (Governador provisório) (1751–1820) | 1799–1801          |
| 23º |        | Nícolas María Vidal y Madrigal (Governador civil) (1739–1806)             | 1799–1801          |
| 25º |        | Juan Manuel de Salcedo                                                    | 1801–1803          |

## Segunda Luisiana francesa (1803–1804)
|   | Imagem | Nome                                  | Duração do mandato |
| - | ------ | ------------------------------------- | ------------------ |
| — |        | Pierre-Clément de Laussat (1756–1835) | 1803               |